# Níkomédés IV.
Níkomédés IV. z Bithýnie byl králem Bithýnie mezi lety 94 př. n. l. až 74 př. n. l. Byl nejstarším synem a nástupcem Níkoméda III. z Bithýnie a princezny Nysy.

## Život
O narození Níkoméda IV. nebo o jeho životě před tím, než se stal králem, nejsou dochovány žádné zmínky. Víme však, že panovat začal, když zemřel jeho otec. Prvních několik let jeho vládnutí bylo relativně klidných, ale brzy král Mithridatés VI. Pontský, Níkomédův prastrýc a jeden z největších nepřátel Říma během pozdní republiky, začal obtěžovat Bithynijské hranice. Níkomédův bratr, Sokrates Chrestus, Mithridatovi pomohl a společně, roku 90 př. n. l., porazili Níkomédovu armádu a ten byl nakonec donucen uprchnout do Itálie. Později byl však znovu dosazen na trůn, a to Maniem Aquilliem díky vlivu Říma v zdejší oblasti. Nicméně, Aquillius povzbuzoval Níkoméda k nájezdům na Mithridatovo území, a když tak učinil, dostalo se mu roku 88 př. n. l. odvetného boje. Níkomédes byl znovu donucen uprchnout do Říma. Mithridates si podmanil celou Bithýnii a římské provincie v Asii proti němu začaly vést první mithridatskou válku.
Východní provincie viděli Římané jako oblasti poskytující hojnost zlata a stříbra. V té době spravovali zdejší region dva mocní Římané, Gaius Marius a konzul Lucius Cornelius Sulla. Po krátké občanské válce bojoval proti Mithridatovi konzul Sulla v několika bitvách po dobu tří let, až se konečně v roce 85 př. n. l. Mithridatés vzdal. Musel zaplatit vysokou pokutu a na oplátku mu bylo povoleno ponechat si svou královskou loď v Pontu.
Roku 84 př. n. l. byl Níkomédés IV. znovu dosazen na trůn. Následující roky jeho vlády byly relativně klidné, ačkoli Bithýnie se stále více dostávala pod kontrolu Říma. V roce 80 př. n. l. byl ke dvoru Níkoméda IV. poslán mladý velvyslanec Gaius Julius Caesar. Caesar byl poslán aby zvětšil loďstvo, a to s použitím bithýnijských zdrojů. O jeho pobytu se rozšířily pomluvy, že flirtoval se samotným králem, nebo že byli dokonce milenci. Mladému velvyslanci se začalo přezdívat „královna Bithýnie“. Této přezdívky v budoucnu využili Caesarovi političtí nepřátelé. Během Caesarova triumfu v Galii vznikl populární verš: „Gallias Caesar subegit, Caesarem Nicomedes“ (Caesar položil Galy na kolena, Níkomédés položil na kolena Caesara). Není známo, zda byli Caesar a Níkomédés opravdu milenci, nebo byl celý příběh vymyšlen Caesarovými oponenty, ale Caesar tuto skutečnost popřel.
Jako jeden z jeho posledních činů své vlády daroval Níkomédés IV. v roce 74 př. n. l. celé království Bithýnie Římu, který region prohlásil za svou provincii. Mithridatés VI. však chtěl Bithýnii znovu pro sebe, a tak po Níkomédově smrti vypukla třetí mithridatská válka.